# Smilyan Bastion
Die Smilyan Bastion (englisch; bulgarisch Смилянски рид Smiljanski rid) ist ein abgerundeter, vereister, 1550 m hoher und in südost-nordwestlicher Ausrichtung 13 km langer sowie 16 km breiter Gebirgszug an der Loubet-Küste des Grahamlands auf der Antarktischen Halbinsel. Auf der Westseite des Hemimont Plateau ragt er 11 km südlich des Armula Peak, 13 km nordnordöstlich der Hayduta Buttress und 15,45 km ostsüdöstlich des Quervain Peak auf. Seine steilen Süd-, West- und Nordhänge sind teilweise unvereist. Der Barnes-Gletscher liegt südlich, die Blind Bay südwestlich, der Forel- und der Sharp-Gletscher westlich und der Klebelsberg-Gletscher nordöstlich von ihm.
Britische Wissenschaftler kartierten ihn 1978. Die bulgarische Kommission für Antarktische Geographische Namen benannte ihn 2016 nach der Ortschaft Smiljan im Süden Bulgariens.